# Paraná Esporte Clube
Paraná Esporte Clube (PEC) foi um clube de futebol brasileiro da cidade paranaense de Londrina. 

## História

### São Paulo Futebol Clube
O clube foi fundado em 1942 por Otaviano Mazer (criador da primeira escolinha de futebol da cidade de Londrina, em 1941) como São Paulo Futebol Clube, em uma clara homenagem ao clube paulista São Paulo Futebol Clube. Isto porque adotou o nome, o brasão e três cores oficiais. Destas três cores, uma única diferença do tricolor paulista: o azul no lugar do preto. A camisa do São Paulo F.C. era composta das cores branca, vermelho e azul.
Com a criação da Liga de Futebol de Londrina (LFL), em março de 1948, o São Paulo passou a competir oficialmente em competições amadoras.
Em 1964, o clube profissionalizou-se para disputar o seu primeiro campeonato pela Federação Paranaense de Futebol. A estreia foi no Campeonato Paranaense de Futebol de 1964, na primeira divisão, pois nesta época ainda não exista uma divisão inferior.
No Campeonato Paranaense de Futebol de 1966, o São Paulo F. C. terminou na terceira colocação, com 26 pontos, na frente da dupla Atletiba.

### Paraná Futebol Clube
Em 1967, foi o último ano que o clube jogou o campeonato paranaense com a denominação de São Paulo F. C.. Por questões judiciais e administrativas, no Campeonato Paranaense de Futebol de 1968, o tricolor londrinense já foi registrado com sua nova denominação de "Paraná Esporte Clube".
Ao término do Campeonato Paranaense de Futebol de 1969 na 12° colocação entre 14 clube,[carece de fontes?] as diretorias dos dois clubes da cidade de Londrina (o próprio PEC e o então "Londrina Futebol e Regatas") resolveram fundir suas estruturas para criarem um novo clube e obtiveram a ajuda do então prefeito Dalton Paranaguá. Deste modo, o Paraná E. C. como uma instituição esportiva, deixou de existir em dezembro de 1969 para que em 3 de janeiro de 1970 surgisse o Londrina Esporte Clube com as cores da cidade em sua camisa: branco e vermelho. Só em 1972, o Londrina E.C. adotou as cores alvicelestes como as oficiais.

## Títulos
- Citadino de Londrina: 1968

## Campanha de destaque
- Campeonato Paranaense de Futebol de 1966: 3° lugar